# Chiton affinis
Chiton affinis är en blötdjursart som beskrevs av Arturo Issel 1869. Chiton affinis ingår i släktet Chiton och familjen Chitonidae.
Artens utbredningsområde är Indiska oceanen. Inga underarter finns listade i Catalogue of Life.